# Eversmann-Zwerghamster
Der Eversmann-Zwerghamster (Allocricetulus eversmanni) ist eine zu den Mittelgroßen Zwerghamstern gehörende Art der Hamster. Er bewohnt die Steppen und Halbwüsten des nördlichen Kasachstans und angrenzenden Russlands.
Die Weltnaturschutzunion IUCN stuft ihn als nicht gefährdet ein.
Einige Systematiker ordnen ihm den Mongolischen Zwerghamster als östliche Unterart zu.
Die Kopf-Rumpf-Länge des Eversmann-Zwerghamsters beträgt 9,3
bis 16,0 Zentimeter. Das Fell ist oberseits eintönig dunkelbraun im Westen bis rostbraun-sandfarben im Osten des Verbreitungsgebiets und an der Unterseite weiß oder grauweiß. Zwischen den Vorderbeinen befindet sich ein rostbrauner oder grauer Brustfleck.
Die Anzahl der Chromosomen beträgt 26.

## Körpermerkmale

### Körpermaße und -gewicht
Der Schwanz des Eversmann-Zwerghamsters ist 17 bis 28 Millimeter lang, die Länge der Hinterpfoten beträgt 15 bis 20 Millimeter und die der Ohrmuscheln 12 bis 18 Millimeter. Das Körpergewicht beträgt 36 bis 95 Gramm.
| Körpermaße in Millimetern | nach Flint    | nach Smith und Hoffmann |
| ------------------------- | ------------- | ----------------------- |
| Kopf-Rumpf-Länge          | 136 bis 160   | 93 bis 115              |
| Länge des Schwanzes       | 20 bis 28     | 17 bis 28               |
| Länge der Hinterpfoten    | 16 bis 20     | 15 bis 18               |
| Länge der Ohrmuscheln     | 13 bis 18     | 12 bis 16               |
| größte Länge des Schädels |               | 30 bis 33               |
| Körpergewicht in Gramm    | nach Pawlinow | nach Smith und Hoffmann |
| Körpergewicht             | bis 95        | 36 bis 60               |

### Fell und Farbe
Die Haare der Oberseite sind am Ansatz dunkelgrau und das Fell des Eversmann-Zwerghamsters ist dunkler als das des Mongolischen Zwerghamsters. Die Körperseiten und die Unterseite sind gräulich weiß mit weißen Haarspitzen und hellgrauem Haaransatz. Die Unterseiten des Halses, der Hinterpfoten und des Schwanzes sind weiß.
Die Fellfärbung der Oberseite wird von Norden nach Süden und Südosten heller und gelbstichiger, der Brustfleck wird blasser und nimmt in der Größe ab.

### Schädel und Gebiss
Der Schädel des Eversmann-Zwerghamsters weist keine auffälligen Knochenleisten auf. Knochenleisten über der Augenhöhle und am Scheitelbein sind nicht vorhanden. Der Unterkiefer ist breiter als der des Mongolischen Zwerghamsters, die Schneidezahnlöcher reichen nicht bis zur Höhe des ersten Backenzahns zurück und die Paukenblasen sind vergleichsweise klein.
Die Zahnhöcker des zweiten und dritten unteren Backenzahns sind nur wenig gegeneinander versetzt. Am Ansatz des äußeren vorderen Zahnhöckers weist der erste obere Backenzahn gelegentlich einen zusätzlichen, kleinen, zahnförmigen Höcker auf, der bei weitem nicht die Höhe der anderen Zahnhöcker erreicht.

### Genetik
Laut Romanenko und Mitarbeitern unterscheidet sich der Karyotyp des Eversmann-Zwerghamsters mit 26 Chromosomen durch drei Chromosomenverschmelzungen vom angenommenen ursprünglichen Karyotyp der Mittelgroßen Zwerghamster.
Die Anzahl der Chromosomenarme beträgt 40 oder 38. Die drei Unterarten unterscheiden sich durch Deletion im kurzen Arm des subtelozentrischen Autosoms 6. Da dieser aus Euchromatin besteht, folgt daraus kein mengenmäßiger Unterschied beim Heterochromatin.

## Lebensweise

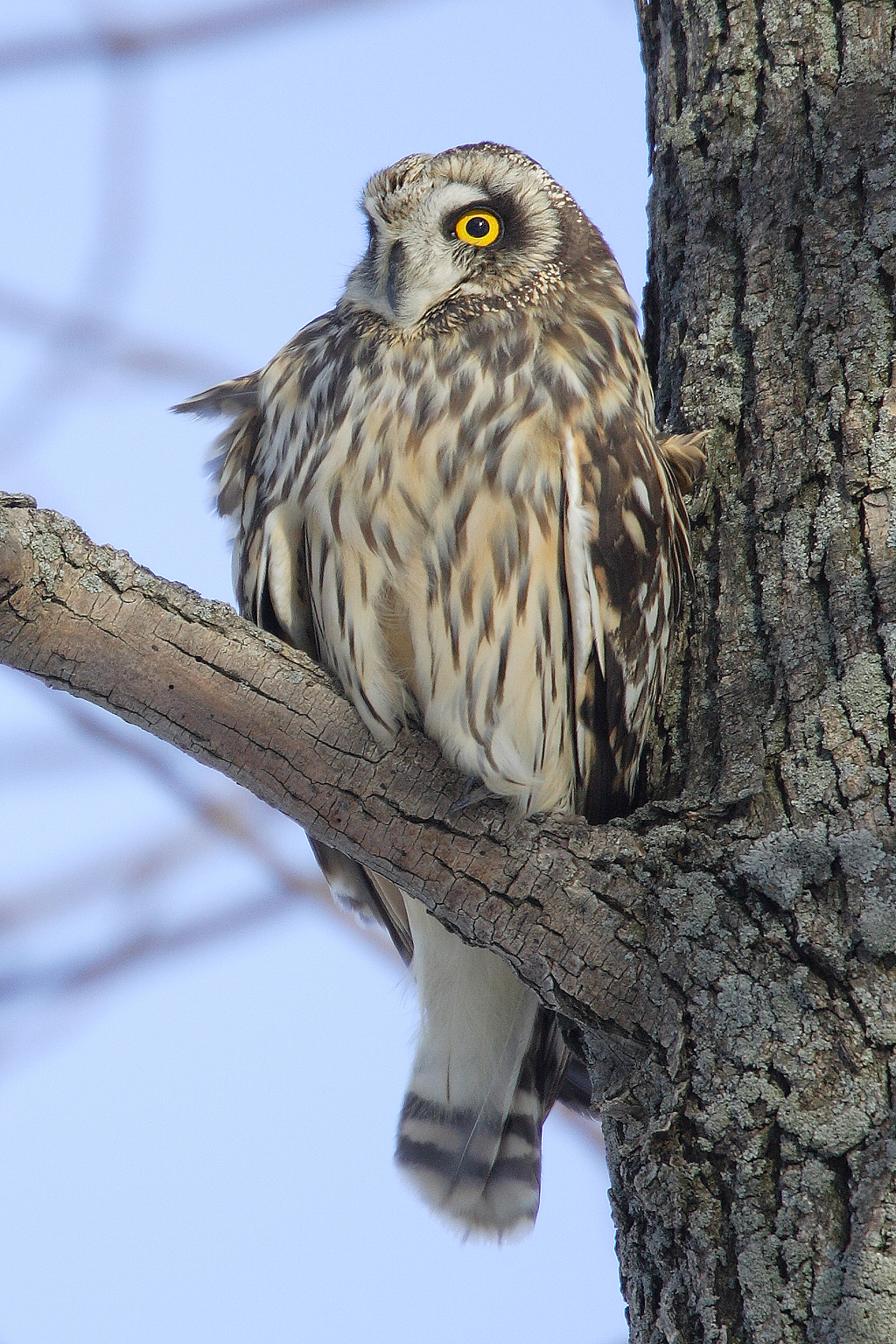
Fressfeinde des Eversmann-Zwerghamsters sind die Sumpfohreule und andere Eulen sowie Greifvögel, Falkenartige und Raubtiere.

### Lebensraum und Populationsdichte
Der natürliche Lebensraum des Eversmann-Zwerghamsters sind Trockensteppen sowie Halbwüsten und er bewohnt Fels- und Salzböden sowie halbfeste Buckelsande. Im Norden des Verbreitungsgebiets dringt er in Waldgebiete ein, meidet jedoch Auwälder.
Ein typisches Biotop sind Gras-Wermut-Steppen.
Daneben bewohnt er Grünland, Äcker, landwirtschaftliches Brachland, Straßenränder und andere nicht bewirtschaftete Teile von Feldern sowie das Umland von Siedlungen.
Seine Populationsdichte ist gewöhnlich niedrig und stabil. In den Steppen Nordkasachstans stellte Karassewa 1954 bis 1959 in verschiedenen Biotopen einen Anteil von 0,1 bis 1,2 Prozent an den gefangenen Nagetieren fest. Unter günstigen Bedingungen kann die Dichte jedoch schnell ansteigen und so erreichte sie auf Getreidefeldern bis zu 32 Prozent.
Laut Schtschepotjew kommt er am häufigsten in Mais- und Stoppelfeldern, Rübenfeldern, Gehölzen, Waldgürteln und anderen Pflanzungen vor. Den höchsten Anteil an den gefangenen Nagetieren ermittelte er mit 37,9 bis 75,0 Prozent in Mais- und Stoppelfeldern.

### Ernährung, Fressfeinde und Parasiten
Der Eversmann-Zwerghamster ernährt sich von pflanzlicher und tierischer Nahrung. Er verzehrt die Triebe  und Samen vieler Wild- und Kulturpflanzen wie Acker-Kratzdistel, Haarstrang, Weizen, Roggen und Hafer.
Nach dem Anbau von Weizen auf ehemals großen Steppengebieten stellt er sich schnell auf diesen als Hauptnahrung um.
Zur regelmäßigen tierischen Nahrung gehören Insekten und Weichtiere und er erbeutet Echsen, Wühlmäuse, Küken kleiner Vögel und junge Ziesel.
Zu seinen Fressfeinden gehören Steinkauz, Sumpfohreule, Steppenadler, Kaiseradler, Turmfalke, Rötelfalke, Würgfalke, Rohrweihe, Steppenweihe, Schwarzmilan, Rotfuchs,
Hermelin und Iltisse.
Ein typischer Außenparasit ist der Floh Amphipsylla kalabukhovi, der jedoch ebenfalls auf anderen Zwerghamstern sowie Wühlmäusen vorkommt.
| Fressfeind                         | Region                                           | Vorkommen in Gewöllen und Exkrementen | Anteil an der Gesamtnahrung | Rang bei der Ernährung | Einzelnachweise        |
| Eversmann-Zwerghamster             | Eversmann-Zwerghamster                           | Eversmann-Zwerghamster                | Eversmann-Zwerghamster      | Eversmann-Zwerghamster | Eversmann-Zwerghamster |
| ---------------------------------- | ------------------------------------------------ | ------------------------------------- | --------------------------- | ---------------------- | ---------------------- |
| Steinkauz                          | Kasachstan, Großer und Kleiner Irgis in Russland | 0,8 Prozent                           | –                           | 9. bis 10. Platz       | [ 20 ]                 |
| Sumpfohreule                       | Nordkasachstan                                   | 3,4 Prozent                           | –                           | –                      | [ 20 ]                 |
| Sumpfohreule                       | Nordkasachstan                                   | 0,5 Prozent                           | –                           | –                      | [ 20 ]                 |
| Steppenadler                       | Kasachstan                                       | –                                     | –                           | –                      | [ 20 ]                 |
| Kaiseradler                        | Nordkasachstan                                   | –                                     | 1,9 Prozent                 | –                      | [ 21 ]                 |
| Kaiseradler                        | Kasachstan                                       | –                                     | –                           | –                      | [ 20 ]                 |
| Turmfalke                          | Nordkasachstan                                   | 0,5 Prozent                           | –                           | –                      | [ 20 ]                 |
| Turmfalke                          | Nordkasachstan                                   | 0,3 Prozent                           | –                           | –                      | [ 22 ]                 |
| Rötelfalke                         | Nordkasachstan                                   | 0,5 Prozent                           | –                           | –                      | [ 20 ]                 |
| Würgfalke                          | Nordkasachstan                                   | –                                     | –                           | –                      | [ 20 ] [ 21 ]          |
| Steppenweihe                       | Kasachstan                                       | 0,8 Prozent                           | –                           | –                      | [ 20 ]                 |
| Schwarzmilan                       | Mittellauf des Ural in Russland                  | –                                     | 1,0 Prozent                 | –                      | [ 23 ]                 |
| Schwarzmilan                       | Aqtöbe in Kasachstan                             | sporadisch                            | sporadisch                  | sporadisch             | [ 24 ]                 |
| Rotfuchs                           | Atbassar in Kasachstan                           | –                                     | –                           | –                      | [ 25 ]                 |
| Rotfuchs                           | Gebiet Torghai in Kasachstan                     | 0,7 Prozent                           | –                           | 8. bis 10. Platz       | [ 25 ]                 |
| Rotfuchs                           | Gebiet Qaraghandy in Kasachstan                  | –                                     | –                           | –                      | [ 25 ]                 |
| Rotfuchs                           | Tussum in Kasachstan                             | 0,8 Prozent                           | –                           | –                      | [ 25 ]                 |
| Eversmann- und Grauer Zwerghamster |                                                  |                                       |                             |                        |                        |
| Rotfuchs                           | Aqtöbe in Kasachstan                             | 0,4 Prozent                           | –                           | 8. Platz               | [ 25 ]                 |
| Rotfuchs                           | Oblast Wolgograd in Russland                     | –                                     | –                           | –                      | [ 25 ]                 |

### Bau, Aktivität und Verhalten
Der selbstgegrabene Bau des Eversmann-Zwerghamsters ist vergleichsweise einfach. Die Hauptröhre ist selten tiefer als 30 Zentimeter und führt gerade oder schräg nach unten. Vom Nest am Ende der Röhre können zwei bis drei Verzweigungen abgehen. Häufig ist er in den Bauen anderer kleiner Säugetiere zu finden.
In Kasachstan bewohnt er unter anderem die Baue des Zwergziesels.
Der Eversmann-Zwerghamster hortet in seinem Bau Nahrung für den Winter.
Er hält zumindest im Süden des Verbreitungsgebiets keinen Winterschlaf, jedoch ist seine Aktivität im Winter verringert. Er ist hauptsächlich dämmerungs- und nachtaktiv, einzelgängerisch und Artgenossen gegenüber aggressiv.

### Fortpflanzung
Die Fortpflanzungsperiode des Eversmann-Zwerghamsters beginnt im April bis Mai und endet im August bis September.
In einigen Teilen des Verbreitungsgebiets pflanzt er sich außerdem im Winter fort. Die Anzahl der Würfe je Jahr beträgt zwei bis drei im Norden und drei bis vier im Süden des Verbreitungsgebiets, bei im laufenden Jahr geborenen Weibchen teilweise ein bis zwei im Norden und zwei bis drei im Süden. Je Wurf werden meist vier bis sechs Jungtiere geboren.
Bei 39 gefangenen Weibchen wurden dreimal vier, elfmal fünf, zehnmal sechs, zwölfmal sieben, einmal acht und zweimal neun Embryonen oder Narben in der Gebärmutter festgestellt.
Unter günstigen Bedingungen kann der Eversmann-Zwerghamster als Folge einer veränderten Fortpflanzungsintensität innerhalb von zwei bis drei Jahren von einer bis dahin seltenen Art zu einer bestimmenden werden. In Nordkasachstan stellte Karassewa in Schwingel-Federgras-Steppen eine mittlere Wurfgröße von 5,6 bis 6,2 Jungtieren und auf Weizenfeldern eine mittlere Wurfgröße von 8,8 bis 9,2 Jungtieren fest.

## Verbreitung und Fossilfunde
Das Verbreitungsgebiet des Eversmann-Zwerghamsters sind die Steppen und Halbwüsten Nordkasachstans und des angrenzenden Russlands von der unteren Wolga bis zum Irtysch im Saissanbecken. Im Norden reicht es bis nach Bugulma, Sterlitamak und Orsk, in den Süden der Oblast Tscheljabinsk sowie zu den Rajons Swerinogolowski am Tobol, Marjewka am Ischim und Aktogai am Irtysch. Im Süden erstreckt es sich bis zur nördlichen Küste des Kaspischen Meers, zum Embaer Ustjurt-Plateau, zur Aral-Karakum, zur Mitte der Hungersteppe, zum Norden der Balchaschregion und zum Süden des Saissanbeckens. Die Zuordnung von Funden in den angrenzenden Gebieten der Mongolei sowie Xinjiangs im Nordwesten Chinas ist umstritten. Gromow und Jerbajewa halten diese für unglaubwürdig.
Laut Wang gehört der Norden Xinjiangs dagegen zu seinem Verbreitungsgebiet.
Im frühen zwanzigsten Jahrhundert war der Eversmann-Zwerghamster in den Wäldern und Steppen vor und hinter dem Ural weit verbreitet und kam in geringer Anzahl so gut wie im gesamten südlichen Ural vor.
Fossilfunde des Eversmann-Zwerghamsters oder einer vermutlich eng verwandten, bisher nicht beschriebenen Art stammen aus frühpleistozänen Ablagerungen weiter Gebiete westlich der Wolga, von der Krim im Süden bis zur südlichen und mittleren Donregion sowie offenbar bis zu den Schiguli-Bergen im Norden.

## Unterarten
Kartawzewa und Surow (2005) unterscheiden drei Unterarten des Eversmann-Zwerghamsters:
- Allocricetulus eversmanni eversmanni (Brandt, 1859) im Westen des Verbreitungsgebiets mit dem subjektiven Synonym microdon (Ognev, 1925),
- Allocricetulus eversmanni beljaevi (Aryropulo, 1932) im Osten des Verbreitungsgebiets mit den objektiven Synonymen beljawi (Argyropulo, 1933) und beljaevi (Kuznetzov, 1944) sowie dem subjektiven Synonym belajevi (Selevin, 1934) und
- Allocricetulus eversmanni pseudocurtatus Vorontsov & Kryukova, 1969 im Osten des Saissanbeckens.

Gromow und Baranowa (1981) nennen zwei oder drei Unterarten.
Gromow und Jerbajewa (1995) gehen von nicht mehr als zwei Unterarten aus und vereinen pseudocurtatus mit beljaevi.

### Allocricetulus eversmanni eversmanni
Das Fell von Allocricetulus eversmanni eversmanni ist eintönig dunkelbraun gefärbt und der Brustfleck ist groß und deutlich.
Die Anzahl der Chromosomenarme beträgt 40. Acht Autosomen sind metazentrisch oder submetazentrisch, davon sind zwei groß, zwei mittelgroß und vier klein. Vier große Autosomen sind subtelozentrisch und zwölf mittelgroße bis kleine Autosomen sind akrozentrisch. Das mittelgroße X-Chromosom ist submetazentrisch. Der kurze Arm des großen subtelozentrischen Autosoms 5 besitzt keine klaren G-Banden, der kurze Arm des großen subtelozentrischen Autosoms 6 besitzt eine klare G-Bande in der Perizentromer-Region und die kleinsten akrozentrischen Autosomen 11 und 12 besitzen keine klaren G-Banden. C-Banden weisen auf eine niedrige Menge Heterochromatin in den zweiarmigen Autosomen 1, 2, 5 und 6 hin. Die kleinen metazentrischen Autosomen 3 und 4 sowie die kleinen akrozentrischen Autosomen 8 bis 12 weisen Heterochromatin in der Perizentromer-Region auf. Das X-Chromosom besitzt einen dunklen C-Block in der Perizentromer-Region des kurzen Arms. Nukleolus-Organisator-Regionen wurden in fünf Autosomenpaaren nachgewiesen. Bei den zweiarmigen Autosomen 2, 4 und 5 befinden sich diese am Telomer, beim Autosom 5 im kurzen Arm. Bei den akrozentrischen Autosomen 8 und 10 befinden sie sich am Zentromer.
Das Typusexemplar der Nominatform stammt aus der Nähe von Orenburg in der gleichnamigen südrussischen Oblast und befindet sich vermutlich im Zoologischen Institut der Russischen Akademie der Wissenschaften. Benannt nach Eduard Friedrich von Eversmann beschrieb Johann Friedrich von Brandt dieses 1859 als Cricetus eversmanni. Ein weiteres Exemplar aus Ponomarjowka bei Buguruslan im Nordwesten der Oblast Orenburg wurde 1925 von Sergei Iwanowitsch Ognew als Mesocricetus microdon beschrieben und somit den Mittelhamstern zugeordnet. Es befindet sich im Zoologischen Museum der Staatlichen Universität Moskau.
Das Artepithet microdon leitet sich von altgriechisch mikros (μικρος, „klein“) und odon (οδον, „Zahn“) ab.

### Allocricetulus eversmanni beljaevi
Das Fell von Allocricetulus eversmanni beljaevi ist rostbraun-sandfarben und der Brustfleck ist klein und blass.
Die Anzahl der Chromosomenarme beträgt 40. Acht Autosomen sind metazentrisch, zehn telozentrisch und sechs subtelozentrisch. X-Chromosom und Y-Chromosom sind submetazentrisch.
Das Typusexemplar stammt von der Küste des Saissansees im östlichen Kasachstan und befindet sich im Zoologischen Institut der Russischen Akademie der Wissenschaften. A. I. Argiropulo beschrieb dieses 1932 als Cricetulus (Allocricetulus) eversmanni beljaevi. Ein weiteres Exemplar aus dem Rajon Aktogai rechts des Tokrau befindet sich ebenfalls im Zoologischen Institut und wurde 1934 von W. A. Selewin als Cricetulus eversmanni belajevi beschrieben.
Laut Musser und Carleton wurde die Unterart 1933 von Argiropulo als beljawi beschrieben und der Name beljaevi wurde erstmals 1944 von B. A. Kusnezow verwendet.

### Allocricetulus eversmanni pseudocurtatus
Allocricetulus eversmanni pseudocurtatus unterscheidet sich äußerlich nicht von Allocricetulus eversmanni beljaevi.
Die Anzahl der Chromosomenarme beträgt jedoch lediglich 38. Acht Autosomen sind metazentrisch, zwölf telozentrisch und vier subtelozentrisch. Das X-Chromosom ist metazentrisch oder submetazentrisch und das Y-Chromosom submetazentrisch oder subtelozentrisch.
Laut Kartawzewa und Woronzow unterscheiden sich das Autosom 5 in der Form sowie das Y-Chromosom in Größe und Form von denen der anderen Unterarten.
Das Typusexemplar stammt aus dem Osten des Saissanbeckens im östlichen Kasachstan und befindet sich vermutlich im Zoologischen Institut der Russischen Akademie der Wissenschaften. Nikolai Nikolajewitsch Woronzow und J. P. Krjukowa beschrieben dieses 1969 als Allocricetulus eversmanni beljaevi pseudocurtatus. Woronzow hält einen Status als eigenständige Art für nicht vertretbar.
Musser und Carleton geben den Namen als Nomen nudum an.
Er leitet sich von altgriechisch pseudos (ψευδος, „Täuschung“) und dem Artepithet curtatus des Mongolischen Zwerghamsters ab.

## Eversmann-Zwerghamster und Mensch
In Sibirien reicht das Verbreitungsgebiet des Eversmann-Zwerghamsters in menschlichen Siedlungen weiter nach Norden als sein ursprüngliches Verbreitungsgebiet.
Er ist in ländlichen Gebäuden und Behausungen wie Jurten und zeitweise verlassenen kasachischen Winterlagern anzutreffen.
In der Getreidewirtschaft richtet er beträchtliche Schäden an. Seine Bedeutung für Epidemien ist unzureichend erforscht.
Neben Boden- und klimatischen Verhältnissen werden ein Mangel an geeigneten Biotopen in den Randgebieten und der Einsatz anorganischen Düngers als mögliche Risiken für den Bestand genannt. In der Mitte des zwanzigsten Jahrhunderts war er in den Steppen der Oblast Tscheljabinsk noch häufig, inzwischen ist er dort jedoch selten. An der archäologischen Fundstätte Arkaim ist er geschützt.
Neuere Angaben zum Eversmann-Zwerghamster sind nicht verfügbar und Nechay empfiehlt Untersuchungen im natürlichen Lebensraum sowie in der Kulturlandschaft.
Als deutscher Trivialname wird „Eversmann-Zwerghamster“ verwendet
(Flint, 1966;
Piechocki, 1969;
Grzimek, 1988).

## Belege